# Mina Walking
Mina Walking és una pel·lícula dramàtica canadenc-afganesa del 2015 escrita i dirigida per Yosef Baraki. Es va projectar a la secció Generation 14+ del 65è Festival Internacional de Cinema de Berlín on va competir per l'Ós de Cristall.
La pel·lícula segueix una venedora ambulant de 12 anys afganesa anomenada Mina mentre intenta equilibrar la seva educació amb ella de manera responsable com a principal sostenidor de la família.

## Repartiment
- Farzana Nawabi com a Mina
- Qadir Aryae com a Omar
- Marina Golbahari com a professora
- Safi Fanaie com a Samir
- Massoud Fanaie com Bashir
- Hashmatullah Fanaie com a avi

## Producció
Yosef Baraki ha declarat que es va inspirar per escriure la pel·lícula després de reunir-se amb un grup de venedors ambulants infantils a Kabul. "El que em vaig adonar i [el que] finalment em va portar a escriure aquesta pel·lícula va ser la dinàmica entre ells. En un país com l'Afganistan era interessant veure que les noies guanyaven més diners que els nois i eren capaços de superar-los. Aquests nens passava força temps al carrer cada dia i no anava a l'escola, ja fos perquè van quedar orfes o perquè la guerra havia afectat els seus pares de manera que els nens havien de mantenir la família".
La pel·lícula es va rodar a Kabul en 19 dies amb un equip de 5-6 persones. Només uns quants actors professionals apareixen a la pel·lícula. Baraki va desenvolupar el personatge de Mina col·locant Farzana Nawabi en situacions de la vida real i només alimentant les seves parts del guió cada dia. Per captar el Kabul de la vida real, la tripulació va haver de rodar desapercebuda. "De vegades pujava als terrats dels edificis i disparava amb una lent llarga per capturar Mina al mercat sense ser vista. Si hi hagués massa gent al carrer, reduiríem el nombre de la nostra tripulació si fóssim massa perceptibles.. Estàvem intentant integrar-nos perquè havíem d'avançar, a causa del nostre pressupost ajustat i del nostre calendari curt. No ens podíem permetre que ens diguessin que no podíem filmar en algun lloc, així que vam haver d'improvisar".

## Premis i nominacions
4t Canadian Screen Awards (2016)
- Guanyador, Premi Discovery[3]

Festival Internacional de Cinema de Berlín (2015)
- Nominat "Ós de cristall"
- Nominada al premi "Millor primera pel·lícula"[4]
- Nominada al Premi "Amnesty Film"[5]

Asia Pacific Screen Awards (2015)
- Nominada "Millor pel·lícula jove"[6]

Festival Internacional de Cinema de l'Índia (2015)
- Nominada "Medalla Fellini de la UNESCO"

Hot Docs Canadian International Documentary Festival (2015)
- Guanyador del Premi Lindalee Tracey[7]

Festival de Cinema de Zlín (2015)
- Guanyador "Premi Menció Especial del Jurat Ecumènic"[8]
- Guanyador "The Milos Macourek Award"
- Nominada "Golden Slipper"

Festival de cinema SAARC (2015)
- Guanyador del "Premi a la millor actriu"[9]

Der Neue Heimatfilm Festival (2015)
- Guanyador "Premi a la millor pel·lícula"

International Film Festival TOFIFEST (2015)
- Guanyador "Premi del Públic"

Festival de Cinema de Mumbai (2015)
- Guanyador del "Premi a la millor actriu"

Toronto Reel Asian International Film Festival (2015)
- Guanyador "Premi a la millor pel·lícula"
- Guanyador "Premi del públic""[10]

All Lights India International Film Festival (2015)
- Guanyador del "Premi NETPAC al millor cinema asiàtic"[11]